# GJ 357 d
GJ 357 d és un exoplaneta, considerat una superterra que orbita dins de la zona d'habitabilitat del seu estel, GJ 357, una nana roja de tipus M situada a 31 anys llum del sistema solar. El sistema planetari està localitzat a la constel·lació de l'Hidra Femella.
Va ser descobert per un equip liderat per Rafael Luque, de l'Institut d'Astrofísica de Canàries (IAC), durant l'observació de GJ 357, on buscava confirmar l'existència d'un altre planeta, GJ 357 b, que havia estat tentativament detectat usant-se dades de fotometria del satèl·lit Transiting Exoplanet Survey Satellite (TESS). Les observacions van oferir el descobriment, anunciat el juliol de 2019, d'un sistema planetari d'almenys tres planetes.